# Lannea coromandelica
Lannea coromandelica är en sumakväxtart som först beskrevs av Maarten Willem Houttuyn, och fick sitt nu gällande namn av Elmer Drew Merrill. Lannea coromandelica ingår i släktet Lannea och familjen sumakväxter. Inga underarter finns listade i Catalogue of Life.